# 格貝凱大區
7°41′N 5°1′W / 7.683°N 5.017°W
格貝凱大區（Gbêkê），是科特迪瓦的31個大區之一，位於該國中北部，由邦達馬河谷區負責管轄，首府設於布瓦凱，始建於2011年，面積9,136平方公里，2014年人口1,010,849，人口密度每平方公里110人。